# دارين راندولف
دارين إدوارد أندرو راندولف (بالإنجليزية: Darren Edward Andrew Randolph)‏ هو لاعب كرة قدم أيرلندي في مركز حراسة المرمى ولد في يوم 12 مايو 1987 في بلدة براي في جمهورية أيرلندا، يلعب حالياً مع نادي ويستهام يونايتد وسبق له اللعب مع نادي بيرمنغهام سيتي ونادي ماذرويل ونادي هيريفورد يونايتد ونادي بوري ونادي غيلينغهام ونادي أكرينغتون ستانلي و نادي ويلنغ يونايتد وتشارلتون أثليتيك، وفي سنة 2012 بدأ باللعب مع منتخب جمهورية أيرلندا لكرة القدم ويبلغ طوله 185 سم.

## روابط خارجية
- دارين راندولف على موقع الاتحاد الدولي (مؤرشف)  (الإنجليزية)
- دارين راندولف على موقع الاتحاد الأوربي (الإنجليزية)
- دارين راندولف على موقع قاعدة بيانات كرة القدم.إي يو (الإنجليزية)
- دارين راندولف على موقع ناشيونال فوتبول تيمز (الإنجليزية)
- دارين راندولف على موقع Soccerbase.com (لاعب) (الإنجليزية)
- دارين راندولف على موقع Soccerway.com (الإنجليزية)
- دارين راندولف على موقع عالم كرة القدم.نت (الإنجليزية)
- دارين راندولف على موقع AS.com (الإسبانية)